# Stanislas van Wassenhove
Stanislas van Wassenhove est un avocat belge francophone, spécialisé en droit social, auteur de plusieurs ouvrages dans cette matière. Il est né le 6 septembre 1958 à Louvain. 

## Biographie
Il a fait des études universitaires à l’UCL (Louvain La Neuve) et est licencié en droit (1981) et en relations internationales (1982). Il a été officier de réserve des Troupes Blindées (Lieutenant) et a été chef d’Unité des Lonescouts (1987-1990).
Membre du barreau de Bruxelles depuis 1984, il a été managing partner durant 14 ans (Managing partner of the Year aux Belgian Legal Awards 2012) du cabinet d’avocats CMS DeBacker (depuis 1999) qui compte 100 avocats en Belgique (Bruxelles et Anvers) et à Luxembourg. Il a été membre du comité exécutif de l’Alliance CMS (2000-2012) qui réunit 10 cabinets européens dans 46 villes et fondateur de la CMS Academy (2005). Il a été responsable du département de droit social du cabinet CMS-DeBacker (1993-2010) et de CMS (1999-2004). Le cabinet a remporté plusieurs années de suite le trophée "Best law firm to work for".
De 2013 à 2014, il a été administrateur-délégué du Cercle du Lac à Louvain la Neuve pour mettre en œuvre la nouvelle stratégie du Cercle dans son nouveau bâtiment.
En 2015, il rejoint comme avocat associé l'association Taquet Clesse van Eeckhoutte, spécialisée en droit social qui compte plus de 50 avocats à Bruxelles, Gand et Liège.
Il a été également membre fondateur de l’association ALTERFORHUM qui réunit des praticiens des ressources humaines. Alterforhum se veut un réseau progressiste et alternatif sur le marché belge du travail. Il souhaite apporter une contribution active et des réponses humanistes aux problèmes liés aux ressources humaines. Il a publié à cette occasion en 2005 une réflexion sur l’avenir des travailleurs âgés (l’alter-carrière) et en 2010 le « silver tsunami ». 
Il a été président de l’Association des Juristes praticiens du droit social (1999-2003) qui pour objet de promouvoir la connaissance du droit social et d'assurer la formation en cette matière, notamment par l'organisation de conférences, la communication de documentations et tous contacts scientifiques avec d'autres associations similaires, belges ou étrangères. Elle a également pour objet d'être un lieu de rencontre convivial entre les praticiens du droit social belges ou étrangers.
Il a publié de nombreuses contributions scientifiques en droit social et droit des pensions et est régulièrement orateur dans des séminaires spécialisés.
Il a été un des cofondateurs de BPLUS en 1998 qui a réuni le Coudenberg, l’ASBL Contre le Séparatisme et le Front pour un fédéralisme d’union et a publié plusieurs opinions sur l’avenir de la Belgique.
Il a créé en 2010 une Université d’été, TRANS-MUTATION ASBL, qui a réuni 200 dirigeants privés et publics sur le thème « Performance et Bonheur ». En 2011, le thème a été « Diriger entre sens et connaissance ? ». En 2012 « Valeurs et Volatilités ». En 2013 « Audace et résistance ». En 2014 « Désir et efficience ». En 2015 « Des racines et des ailes ».
Trans-mutation a pour objectif d’être un lieu de Réflexions et de Rencontres entre dirigeants pour mieux se connaître et anticiper, de manière trans-disciplinaire, les profondes mutations de notre Société.
Il a été membre du comité de rédaction de Today's Lawye-  un entrepreneur éthique / Ein Ethischer Unternehmer.